# Stéphan Lebeau
Stéphan Armand Lebeau (* 28. Februar 1968 in Saint-Jérôme, Québec) ist ein ehemaliger kanadischer Eishockeyspieler und derzeitiger -trainer, der im Verlauf seiner aktiven Karriere zwischen 1984 und 2001 unter anderem 403 Spiele für die Canadiens de Montréal und Mighty Ducks of Anaheim in der National Hockey League auf der Position des Centers bestritten hat. In Diensten der Canadiens de Montréal gewann Lebeau im Jahr 1993 den Stanley Cup und feierte damit seinen größten Karriereerfolg. Sein jüngerer Bruder Patrick war ebenfalls professioneller Eishockeyspieler.

## Karriere
Lebeau verbrachte zwischen 1984 und 1988 eine überaus erfolgreiche Juniorenkarriere bei den Cataractes de Shawinigan in der Ligue de hockey junior majeur du Québec. Während seiner vier Spielzeiten in der Liga, von denen er zwei als bester Torschütze abschloss, sammelte Lebeau in 309 Einsätzen insgesamt 650 Scorerpunkte. Obgleich seiner immensen Offensivproduktion blieb er jedoch im NHL Entry Draft von den Franchises der National Hockey League unbeachtet. Dies hinderte ihn allerdings nicht daran, die Spielzeit 1987/88 als bester Torjäger und zugleich sportlich fairster Spieler, was mit der Trophée Frank J. Selke gewürdigt wurde, abzuschließen.
Im Sommer 1988 wurde der 20-jährige Free Agent vom NHL-Klub aus seiner Heimatprovinz, den Canadiens de Montréal, unter Vertrag genommen. Diese setzten das Talent in der Saison 1988/89 in ihrem Farmteam, den Canadiens de Sherbrooke, in der American Hockey League ein. Dort bildete der Mittelstürmer ein Angriffsduo mit dem gleichaltrigen Benoît Brunet, der ebenfalls in seine erste Profisaison ging. Beide schafften es mit weit über 100 Punkten unter die ersten drei Spieler der Scorerwertung und waren damit hauptverantwortlich, dass Sherbrooke die reguläre Saison als punktbestes Team abschloss. Dennoch schied die Mannschaft in der ersten Runde der Playoffs aus. Lebeau selbst war mit 134 Punkten und 70 Treffern bester Scorer und Torschütze der Liga. Dies brachte ihm die John B. Sollenberger Trophy und den Willie Marshall Award ein. Zudem wurde er als wertvollster Spieler mit dem Les Cunningham Award und bester Rookie mit dem Dudley „Red“ Garrett Memorial Award ausgezeichnet. Gemeinsam mit Brunet wurde er außerdem ins AHL First All-Star Team berufen. Im Saisonverlauf hatte der Franko-Kanadier zudem für Montréal in der NHL debütiert.
Mit Beginn des Spieljahres 1989/90 stand der Angreifer schließlich fest im NHL-Kader der Canadiens. Dort konnte er sich in den folgenden vier Spielzeiten etablieren und sammelte in der Saison 1992/93 80 Scorerpunkte, womit er teamintern den vierten Rang belegte. Gekrönt wurde das Jahr aber mit dem Gewinn des Stanley Cups am Ende der Playoffs 1993. Als Lebeaus offensive Statistiken in der ersten Hälfte der Spielzeit 1993/94 aber drastisch zurückgingen – er punktete lediglich 16-mal in 34 Einsätzen –, trennten sich die Canadiens von ihrem Stürmer und tauschten ihn im Februar 1994 gegen Torwart Ron Tugnutt von den Mighty Ducks of Anaheim ein. Dort verbrachte der Kanadier eineinhalb Spielzeiten bis zum Sommer 1995, ohne wieder an seine 80-Punkte-Saison anknüpfen zu können.
Nachdem sein Vertrag in Anaheim ausgelaufen war, zog es Lebeau nach Europa, wo sein jüngerer Bruder Patrick bereits seit der Vorsaison in der Schweizer Nationalliga A gespielt hatte. Er selbst unterzeichnete einen Vertrag beim HC Lugano, für den er die folgenden zwei Jahre bis zum Sommer 1997 aufs Eis ging. Zur Spielzeit 1997/98 wechselten die beiden Lebeau-Brüder innerhalb der NLA zum HC La Chaux-de-Fonds und waren somit erstmals seit ihren Juniorentagen in Shawinigan wieder im selben Team aktiv. Obwohl es die beiden Kanadier am Saisonende unter die besten fünf Scorer der Liga schafften, konnten sie den Abstieg der Mannschaft in die Nationalliga B nicht verhindern. Während Patrick das Team verließ, trat Stéphan den Gang in die Zweitklassigkeit an, verpasste mit der Mannschaft aber im Folgejahr den direkten Wiederaufstieg. Gemeinsam mit Patrick, der in der Zwischenzeit für die Pittsburgh Penguins in der NHL gespielt hatte, wechselte Lebeau zum amtierenden Continental-Cup-Sieger HC Ambrì-Piotta zurück in die Nationalliga A. Mit dem Team absolvierten die Lebeaus ein erfolgreiches Jahr. Sie gewannen mit der Mannschaft das internationale Double aus Super Cup und Continental Cup, der damit erfolgreich verteidigt wurde. Stéphan Lebeau wurde zudem mit 67 Punkten bester Scorer der Schweizer Eliteklasse, gefolgt von seinem Bruder auf dem zweiten Rang mit 63 Punkten. Nach der Saison 2000/01, die er ebenfalls in Ambrì – jedoch ohne seinen Bruder – verbracht hatte, beendete er seine aktive Karriere im Alter von 33 Jahren.
Im Anschluss an seine Zeit als Aktiver wechselte Lebeau nach einer dreijährigen Pause ins Trainergeschäft. Zur Saison 2004/05 übernahm er für zwei Spielzeiten den Cheftrainerposten bei den Tigres de Victoriaville aus der Ligue de hockey junior majeur du Québec. Anschließend betreute er für zwei Jahre die Cantonniers de Magog in einer unterklassigen Juniorenliga der Provinz Québec, gefolgt von einem fünfjährigen Engagement an der Bishop’s College School in Sherbrooke. Zur Saison 2013/14 kehrte Lebeau ins Profigeschäft zurück und war zwei Jahre lang Assistenztrainer der Hamilton Bulldogs aus der American Hockey League, dem damaligen Farmteam der Canadiens de Montréal. Dort arbeitete er unter seinem ehemaligen Canadiens-Teamkollegen Sylvain Lefebvre. Seit der Saison 2015/16 ist er Cheftrainer der Eishockeymannschaft des Champlain Collège Lennoxville in Sherbrooke.

## Erfolge und Auszeichnungen
| - 1987 Bester Torschütze der LHJMQ - 1987 LHJMQ Second All-Star Team - 1988 Bester Torschütze der LHJMQ - 1988 Trophée Frank J. Selke - 1988 Bester Torschütze der LHJMQ-Playoffs - 1988 LHJMQ Second All-Star Team - 1989 Willie Marshall Award - 1989 John B. Sollenberger Trophy | - 1989 Les Cunningham Award - 1989 Dudley „Red“ Garrett Memorial Award - 1989 AHL First All-Star Team - 1993 Stanley-Cup-Gewinn mit den Canadiens de Montréal - 1999 IIHF-Super-Cup-Gewinn mit dem HC Ambrì-Piotta - 1999 IIHF-Continental-Cup-Gewinn mit dem HC Ambrì-Piotta - 2000 Topscorer der Nationalliga A |

## Karrierestatistik
(Legende zur Spielerstatistik: Sp oder GP = absolvierte Spiele; T oder G = erzielte Tore; V oder A = erzielte Assists; Pkt oder Pts = erzielte Scorerpunkte; SM oder PIM = erhaltene Strafminuten; +/− = Plus/Minus-Bilanz; PP = erzielte Überzahltore; SH = erzielte Unterzahltore; GW = erzielte Siegtore; 1 Play-downs/Relegation; Kursiv: Statistik nicht vollständig)